# Sambucus nigra

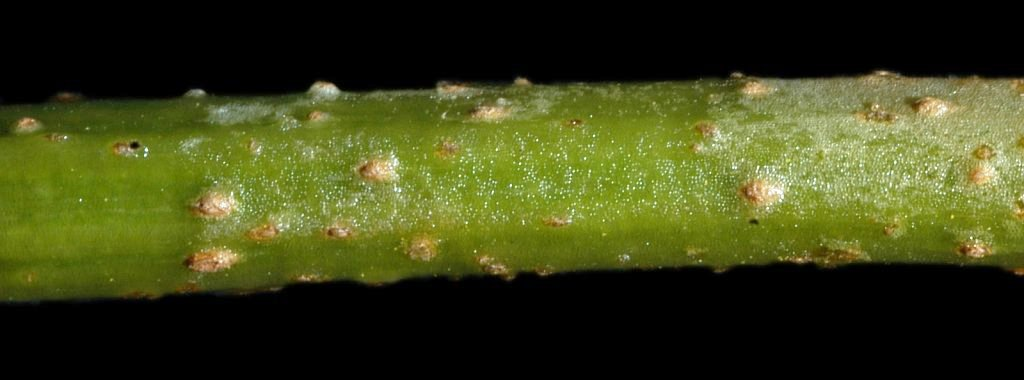
Lenticelas num caule jovem de S. nigra.

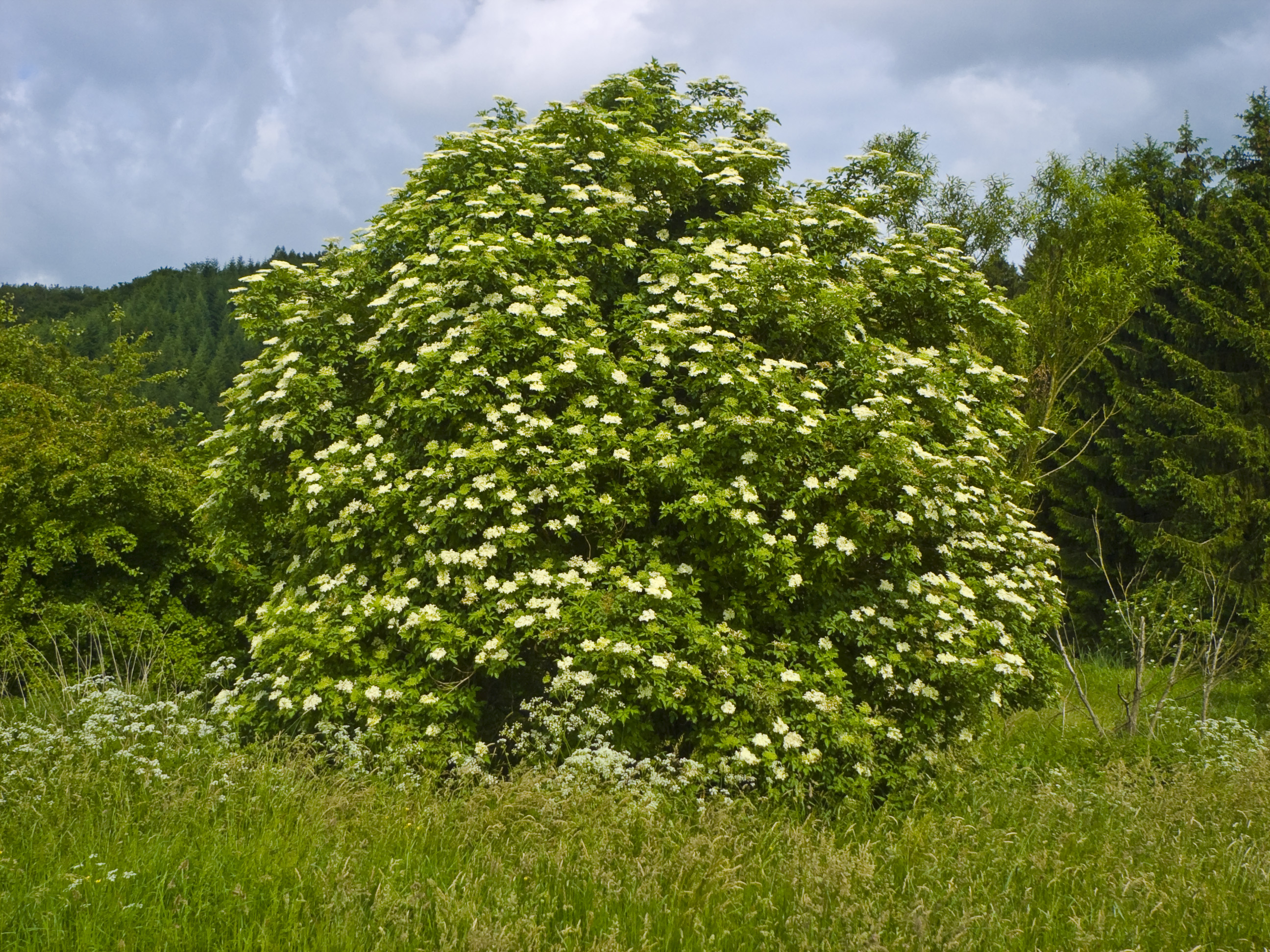
Hábito de uma planta adulta (em flor).

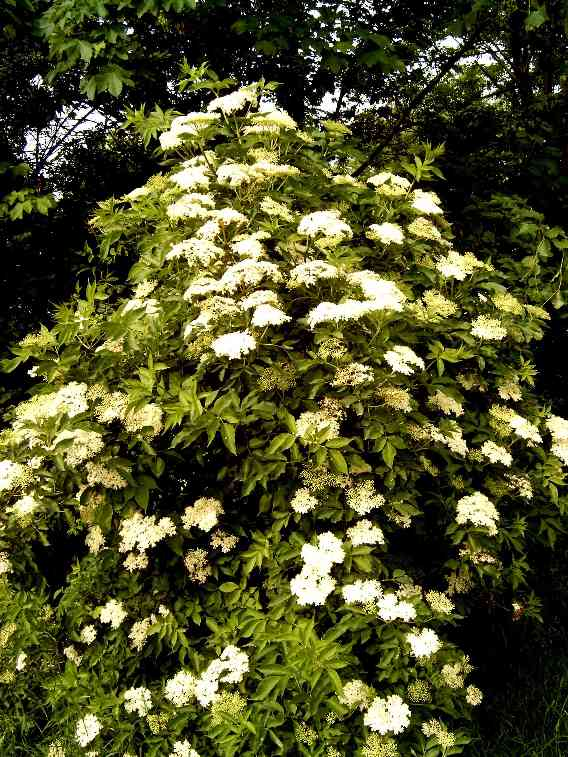
Flores de S. nigra.

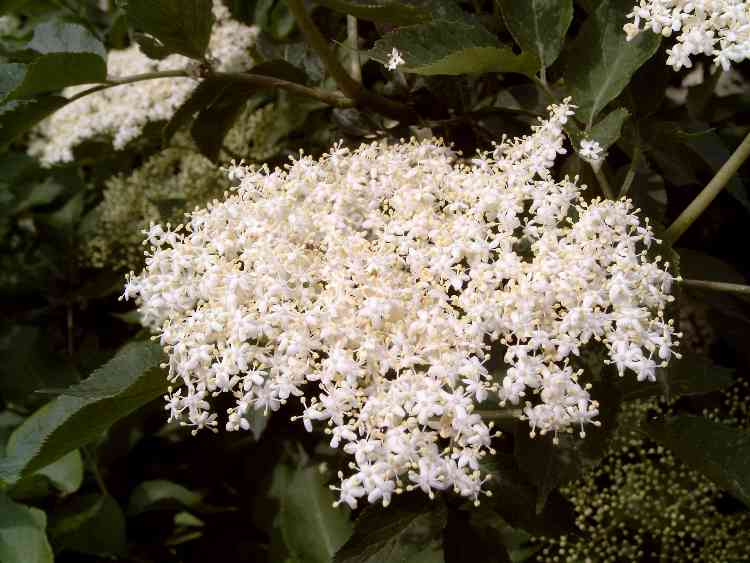
Inflorescência (corimbo).

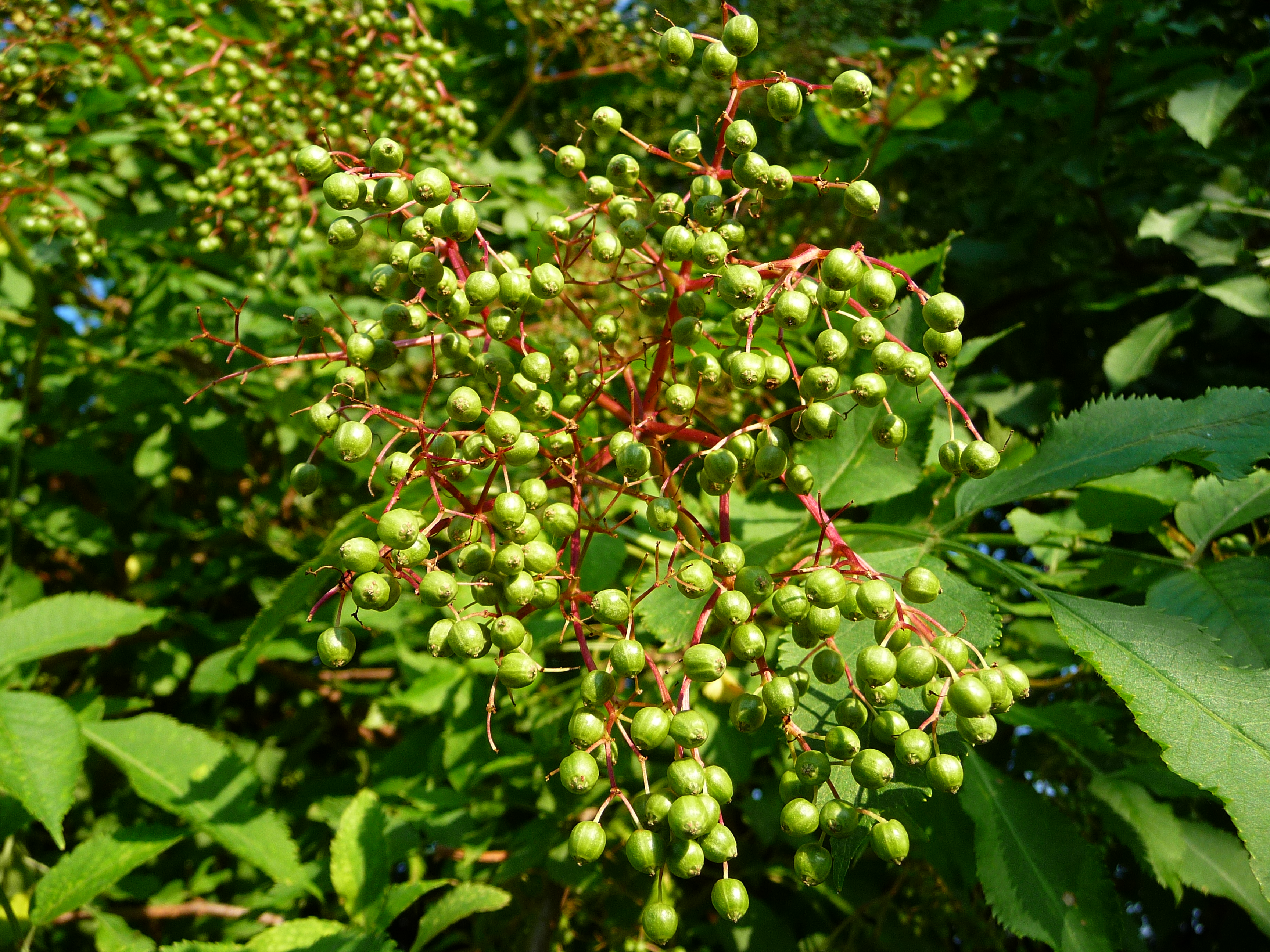
Frutos imaturos.

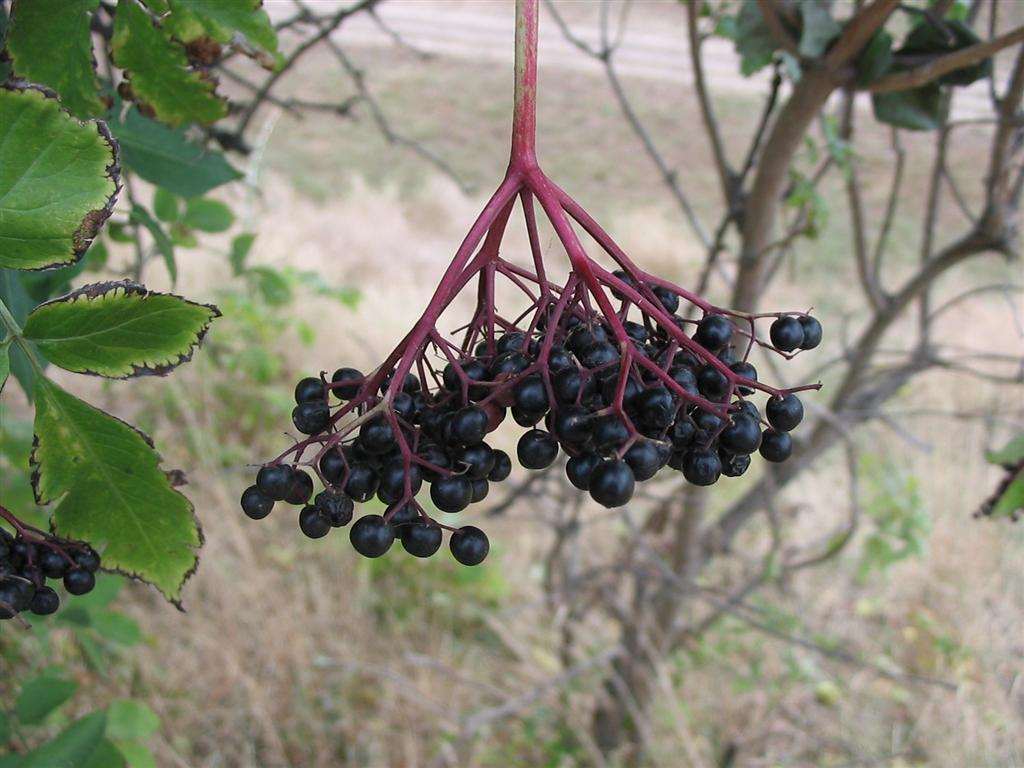
Frutos maduros (sabugos).

Sambucus nigra L., comummente conhecida como sabugueiro, é uma espécie arbustiva pertencente ao género Sambucus da família das Adoxáceas (Caprifoliáceas na classificação anterior ao sistema APG), com distribuição natural na Europa e Norte de África, mas actualmente naturalizada em diversas zonas temperadas e subtropicais, incluindo algumas regiões do Brasil como Rio Grande do Sul. 
O sabugueiro é uma espécie muito comum na Europa, sendo as suas flores e frutos amplamente utilizados como medicamento, alimento e corante. A drupa, conhecida por sabugo ou baga de sabugueiro, é um fruto comestível, utilizado na preparação de doces e de bebidas, razão pela qual a espécie é comercialmente cultivada no centro e leste da Europa.

## Nomes comuns
Dá ainda pelos seguintes nomes comuns: sabugueiro-negro (também grafado sabugueiro-preto); sabugo; galacrista (não confundir com a espécie Rhinanthus minor, que consigo partilha este nome), candelheiro e rosa-de-bem-fazer.
Dá também pelos seguintes nomes regionais: canineiro e canileiro, em Trás-os-Montes.

## Descrição
O sabugueiro é um arbusto ou pequena árvore, com até 11-14 metros de altura, com ramificação profusa e ramos muitas vezes arqueados e alastrando horizontalmente. O ritidoma (casca) é castanho-acinzentado e pontilhado com lenticelas que formam poros elevados, de coloração mais clara, preenchidos com um material filamentoso semelhante a uma espuma esbranquiçada. O tronco e os ramos mais grossos apresentam o ritidoma com coloração cinzento-acastanhada e aspecto suberoso, sulcados longitudinalmente. A espécie desenvolve raízes superficiais, com sistema radicular extensa.
As folhas são opostas, com cerca de 12 centímetros de comprimento, pinadas com um número ímpar de folíolos. Os folíolos individuais (geralmente em número de 5 ou 7) apresentam cerca de 30 centímetros de comprimento e são elípticos e com o bordo serrado. A folhagem desenvolve-se por volta de Março-Abril.
Entre Maio e Julho surgem nos ramos jovens corimbos com até 30 centímetros de largura, planos, constituídos por um elevado número de flores individuais. A flores emitem uma fragrância distinta, percebida como fresca e frutada, típica das flores do sabugueiro (a mesma fragrância, embora de forma muito subtil, é emitida pelas folhas frescas quando esmagadas). As flores são brancas ou ligeiramente amarelado, geralmente pentâmeras (com cinco sépalas, cinco pétalas soldadas, cinco estames livres com anteras amarelas e três carpelos fundidos). Os três carpelos constituem os núcleos de formação das sementes. No entanto, uma pequena parte da flor também é tetrâmera. As flores são visitadas por moscas e himenópteros, que as polinizam.
A frutificação ocorrem em Agosto e Setembro, com a produção de drupas, com cerca de 6 mm de diâmetro, inicialmente verdes mas que durante o processo de maturação adquirem uma coloração avermelhada que quando completamente maduras escurece para negro ou negro-azulado. As drupas, conhecidas quando maduras por sabugo, contêm  três sementes minúsculas e são ricas em vitamina C e em potássio, produzindo um suco vermelho-escuro que causa nos têxteis nódoas de difícil lavagem. Quando os frutos amadurecem também as hastes em que se inserem desenvolvem uma coloração avermelhada. Os frutos são comestíveis por humanos depois de cozedura ou fermentação. Os frutos são consumidos e as sementes dispersas principalmente por aves, como os melros, os tordos e os estorninhos, mas também por alguns mamíferos. A sua utilização pelos humanos contribuiu para a sua disseminação generalizada pelas regiões temperadas e subtropicais.
A planta pode atingir cerca de 20 anos de idade.

## Distribuição
O sabugueiro da espécie S. nigra é uma espécie arbustiva com distribuição natural na Europa, no oeste da Sibéria e regiões montanhosas da Ásia Central até ao norte da Índia, no Cáucaso e Ásia Menor e no Norte de África. Esta distribuição alargada deve-se à robustez e plasticidade ecológica da espécie, que é muito resistente à secura e ao ataque de pragas e cresce bem na sombra parcial entre ervas daninhas e em ambientes ruderais, clareiras de floresta ou ao longo de estradas, embora prefira solos limosos a medianamente arenosos e ligeiramente ácidos, frescos e ricos em azoto. A espécie comporta-se como um indicador da riqueza em azoto no solo, sendo comum a sua concentração em locais ricos em nitrato. Nos Alpes encontra-se em áreas até cerca de 1500 m de altitude acima do nível médio do mar.
A sua presença na Europa Central é muito comum, encontrando-se com abundância em todos os estados da região alpina. Além da ocorrência em estado selvagem, naquela região europeia é comum a cultura de sabugueiro desde meados da década de 1980, em número crescente. Entre as regiões onde esta cultura tem maior importância económica conta-se a parte leste da Estíria. Existem variedades seleccionadas especificamente para diferentes fins. 

### Portugal
Trata-se de uma espécie presente no território português, nomeadamente em Portugal Continental, no arquipélago dos Açores e da Madeira. 
Mais concretamente, em Portugal Continental, encontra- se em todas as zonas do Noroeste; na Terra Fria e na Terra Quente transmontanas; em todas as zonas do Centro-Oeste; no Centro-leste de campina; em todas as zonas do Sudeste e no Sudoeste montanhoso.
Em termos de naturalidade é nativa de Portugal Continental e introduzida nos Açores e na Madeira.

## Etnobotânica
O descobrimento por parte do ser humano data da Antiguidade, com diversos usos[carece de fontes?]. É nativa da Europa e do norte da África e disseminou-se facilmente pelo mundo todo, sendo inclusive objecto de muitas lendas, folclore e superstição[carece de fontes?]. Dizia a lenda que, de sua madeira foi feita a cruz onde Cristo morreu. Isso porque ao espremer o fruto do sabugueiro escorre um suco de cor vermelho-sangue. Dizia-se dar azar cortar um sabugueiro[carece de fontes?]. A folha do sabugueiro é boa para gripes, resfriados, tosse, sarampo e caxumba ou papeira.
[carece de fontes?].

### No folclore português
Durante a Idade Média, os ramos verdes de sabugueiro eram usados em benzeduras e rituais pagãos para curar a erisipela e outras afecções cutâneas. 
Os ramos de funcho, sabugueiro, rosmaninho e alecrim colhidos e atados na manhã de S. João, eram usados como amuletos, na Idade Média, para proteger casas, embarcações e bens de tempestades.
Com o fruto do sabugo eram feitos rosários, na Idade Média, em Portugal, os quais eram postos ao pescoço das crianças para as proteger de feitiços e do mau-olhado. 

## Toxicidade
As folhas, galhos, ramos, sementes e raízes contêm um glicosídeo de cianeto de indução (glicosídeo que dá origem a cianeto quando processado pelo metabolismo). Ingerir qualquer destas peças em quantidade suficiente podem causar uma acumulação tóxica de cianeto no corpo.
Devido à possibilidade de intoxicação por cianeto, as crianças devem ser desencorajados a fazer apitos, estilingues ou outros brinquedos de sabugueiro de madeira. Além disso, "chás de ervas" feito com folhas de sabugueiro (que contêm glicosídeos cianogénicos) devem ser tratados com muita cautela. No entanto, frutos maduros (polpa e pele) são seguros para comer.

## Cultivo
As variedades ornamentais de Sabugueiro são cultivadas em jardins por serem flores vistosas, frutas e folhas rendadas.
Espécies nativas de sabugueiro são frequentemente plantadas por pessoas que desejem apoiar a borboleta nativa e espécies de aves.

## Uso humano
A madeira do sabugueiro é muito prezada e empregue no fabrico de instrumentos musicais. No âmbito da vitivinicultura, os frutos do sabugueiro são usados, como corante,  para escurecer a cor dos vinhos. 
Na histologia, a medula dos caules do sabugueiro é usada para envolver as peças de que se pretendem fazer cortes.

## Na cultura popular
- A varinha mais poderosa do Mundo Mágico de Harry Potter é uma varinha feita de sabugueiro conhecida como a "varinha das varinhas" (Elder Wand).
- No filme Monty Python - Em Busca do Cálice Sagrado, o guardião do castelo francês insulta o Rei Arthur dizendo-lhe que "a tua mãe era um hamster e o teu pai cheirava a bagas de sabugueiro".
- O clássico da música sertaneja brasileira "Lampião de Gás", tornado famoso por Inezita Barroso, menciona um sabugueiro localizado na Rua da Graça, no bairro do Bom Retiro, em São Paulo.